# Tautologia
Una tautologia (dal greco ταυτολογία, composto di ταὐτό lo stesso — τό lo e αὐτό stesso — e λογία per λόγος discorso), in logica, è un'affermazione vera per definizione, quindi fondamentalmente priva di valore informativo (ad es. "Domani o piove oppure non piove"). Le tautologie logiche ragionano circolarmente attorno agli argomenti o alle affermazioni.
In linguistica, la tautologia è una figura retorica che consiste nell'aggiunta di contenuto ridondante e dal significato ripetitivo all'interno di un dato discorso al fine di porre maggiore enfasi. Spesso indica anche un'ovvietà: per esempio dire che una tautologia è una tautologia è senza dubbio tautologico, oppure, senza usare proposizioni ricorsive, è tautologico dire che per loro natura i logici fanno ragionamenti razionali.

## Tautologie logiche
Una tautologia (tauteo) è un'affermazione vera per qualsiasi valore di verità degli elementi che la compongono. Per esempio, l'affermazione "Tutti i corvi sono neri, oppure c'è almeno un corvo che non lo è", è una tautologia perché è vera sia nel caso in cui i corvi siano neri sia nel caso in cui non tutti lo siano. Un ironico ma ben chiaro esempio è la seguente definizione: tautologia è "ciò che è tautologico" (La quale definizione, evidentemente, è tautologica). Coerentemente con il contesto possiamo affermare con sicurezza che in Wikipedia troviamo una definizione enciclopedica di una voce, oppure no.
L'opposto della tautologia è la contraddizione, un'affermazione che è sempre falsa per qualsiasi valore di verità ("vero", "falso") delle sue componenti.

Le tautologie sono spesso utilizzate per introdurre in un discorso un particolare tipo di fallacia, la cosiddetta aringa rossa, ma le due fattispecie non sono equivalenti.
Le tautologie sono poste alla base di ogni conoscenza matematica poiché sono lo strumento fondamentale per la dimostrazione dei teoremi. Infatti ogni dimostrazione cerca di ricondurre il teorema a una tautologia per dimostrarne la verità o a una contraddizione per dimostrarne la falsità. Pure lo stesso procedimento di dimostrazione trova il suo fondamento nelle tautologie e nelle contraddizioni, ad esempio il modus ponens aristotelico (se l'ipotesi è vera e l'ipotesi implica la tesi allora la tesi è vera) giustifica la dimostrazione per ipotesi cartesiane.

### Alcune tautologie notevoli
Le tautologie sono dette anche leggi logico-enunciative. Sono esempi di proposizione vere a prescindere dal valore di verità delle variabili enunciative: 
- {\displaystyle A\rightarrow A} legge dell'identità
- {\displaystyle \neg (\neg A)\leftrightarrow A} legge della doppia negazione
- {\displaystyle A\vee A\leftrightarrow A} legge di idempotenza
- {\displaystyle A\vee \neg A} legge del terzo escluso
- {\displaystyle \neg (A\wedge \neg A)} legge di non contraddizione
- {\displaystyle (A\rightarrow B)\leftrightarrow (\neg B\rightarrow \neg A)} legge di contrapposizione
- {\displaystyle (A\wedge (A\rightarrow B))\rightarrow B} modus ponens o legge di disgiunzione[1]
- {\displaystyle (\neg B\wedge (A\rightarrow B))\rightarrow \neg A} modus tollens
- {\displaystyle [(A\rightarrow B)\wedge (B\rightarrow C)]\rightarrow (A\rightarrow C)} sillogismo ipotetico oppure noto come proprietà transitiva dell'implicazione o legge di modus barbara[1] o legge di deduzione a catena[1]
- {\displaystyle A\wedge (B\wedge C)\leftrightarrow (A\wedge B)\wedge C} proprietà associativa di {\displaystyle \wedge }
- {\displaystyle A\vee (B\vee C)\leftrightarrow (A\vee B)\vee C} proprietà associativa di {\displaystyle \vee }
- {\displaystyle A\wedge B\leftrightarrow B\wedge A} proprietà commutativa di {\displaystyle \wedge }
- {\displaystyle A\vee B\leftrightarrow B\vee A} proprietà commutativa di {\displaystyle \vee }
- {\displaystyle A\wedge (B\vee C)\leftrightarrow (A\wedge B)\vee (A\wedge C)} proprietà distributiva della congiunzione rispetto alla disgiunzione
- {\displaystyle A\vee (B\wedge C)\leftrightarrow (A\vee B)\wedge (A\vee C)} proprietà distributiva della disgiunzione rispetto alla congiunzione, di cui sono casi particolari notevoli le leggi di assorbimento:
  - {\displaystyle A\vee (A\wedge B)\leftrightarrow A},
  - {\displaystyle A\wedge (A\vee B)\leftrightarrow A}
- {\displaystyle A\wedge \neg A\rightarrow B} prima legge di Pseudo Scoto[2]  o ex falso quodlibet
- {\displaystyle A\rightarrow (\neg A\rightarrow B)} seconda legge di Pseudo Scoto
- {\displaystyle A\wedge B\leftrightarrow \neg (\neg A\vee \neg B)} prima legge di De Morgan
- {\displaystyle A\vee B\leftrightarrow \neg (\neg A\wedge \neg B)} seconda legge di De Morgan
- {\displaystyle ((A\rightarrow B)\rightarrow A)\rightarrow A} legge di Peirce
- {\displaystyle (\neg A\rightarrow A)\rightarrow A} consequentia mirabilis

La tavola di verità pertanto non è solo una procedura effettiva (meccanica e automatica) per calcolare la verità/falsità di un enunciato in un tempo e numero di passi finiti, ma è anche un potente strumento per la ricerca di leggi logiche formali universalmente valide, potenzialmente esplorabili con l'intelligenza artificiale e reti di autoapprendimento.